# 鑽洞試驗隧道
试验隧道（英語：Boring test tunnel）是鑽洞公司（或譯無聊公司）於2018年末建成的運輸設施，位於在美國加州霍桑。隧道建於2017至2018年間，采用直徑4.2米的隧道掘進機，隧道内径為3.8米。

隧道的大部份路段均位於霍桑市際機場的機場範圍外部，有一個非常短的部分位於机场围栏的角落處，但並非位處跑道上。
隧道起點Dominguez雨水道和克伦肖大道之間的SpaceX停車場下方，穿過120西街，一條大直路和微轉彎後抵達終點。隧道的中間處計劃连接一個小型汽車升降機。

## 时间线
2016年12月17日， 伊隆·马斯克 表示對塞車感到沮丧，因而著手興建隧道。2017年4月前，鑽洞公司获得一个二手的隧道掘进机，並把機器運送至霍桑，并塗上公司的標誌。
On 5 October 2018, the Hawthorne City Council granted an easement for up to 2,600（8,600英尺） of tunnel, in exchange for a structural encroachment fee of $2.5 million. Permission for the first 210（700英尺） of tunnel under SpaceX's own land had been obtained earlier.
On 17 October 2018, in preparation for opening "The Brick Store", the company applied for permission to paint the building at 12003 Prairie Avenue in The Boring Company black-and-white corporate colours.
隧道原定在2018年12月10日舉行開幕儀式，其後押後至12月18日。

## 運作
2018年12月18日，鑽洞試驗隧道正式開始運作，所使用的車輛類似導向巴士。車隊中的特斯拉X型车最高時速為65公里。

## 外部鏈結
- 官方网站